# Lavardin (Loir y Cher)
Lavardin  es una comuna francesa del departamento de Loir y Cher en la región del Centro. 
Se encuentra situada a unos 70 m de altitud en el valle del río Loir. Su patrimonio arquitectónico (entre el que destacan las ruinas de su castillo medieval y su iglesia románica famosa por sus frescos) le vale estar inscrita en la lista de les plus beaux villages de France.

## Demografía
| 293 | 268 | 222 | 256 | 245 | 262 |
| Para los censos de 1962 a 1999 la población legal corresponde a la población sin duplicidades (Fuente: INSEE [Consultar]) |     |     |     |     |     |